# Figlie della Chiesa
Le Figlie della Chiesa sono un istituto religioso femminile di diritto pontificio: le suore di questa congregazione pospongono al loro nome la sigla E.F.

## Storia

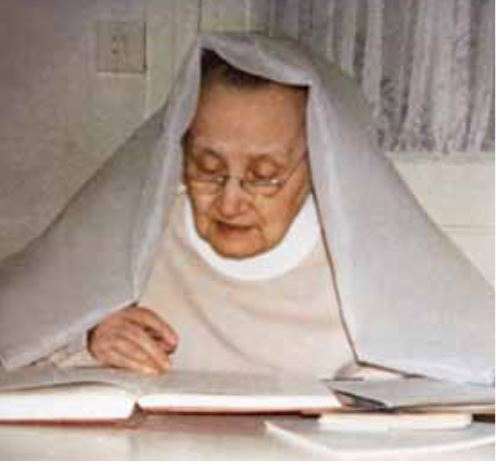
Maria Oliva Bonaldo, fondatrice della congregazione

La congregazione è stata fondata da Maria Oliva Bonaldo (1893-1976): nel 1920 entrò fra le Canossiane di Treviso e fece la sua professione dei voti perpetui nel 1928. Negli anni maturò una vocazione alla vita contemplativa e manifestò il suo desiderio al cardinale Adeodato Piazza, che sostenne il suo progetto concedendo a lei a quante, tra le sue consorelle, lo desiderassero, di sperimentare questa forma di vita.
Gruppi ispirati al carisma della Bonaldo sorsero a Treviso e a Vicenza: il 24 giugno del 1938 le religiose, con il permesso del capitolo generale delle Figlie della Carità, si riunirono a Roma e iniziarono la fondazione di una nuova congregazione. Il nuovo istituto, detto delle Figlie della Chiesa, ebbe ufficialmente inizio a Venezia nel 1940.
L'istituto ha ottenuto il pontificio decreto di lode il 21 dicembre del 1949 ed è stato approvato definitivamente dalla Santa Sede l'8 giugno del 1957.

## Attività e diffusione
Le religiose si dedicano alla preghiera contemplativa, soprattutto all'adorazione del Santissimo Sacramento, per l'unità dei cristiani: si dedicano anche a opere di apostolato attivo collaborando con le opere pastorali delle Chiese locali e promuovendo la diffusione dell'insegnamento del magistero ecclesiastico.
Un particolare contributo alla diffusione del magistero ecclesiastico lo diedero promuovendo la realizzazione degli autobus chiesa, ovvero delle cappelle itineranti destinate alle borgate periferiche di Roma ancora sprovviste di edifici di culto. Grazie all'operato della Superiora Maria Oliva Bonaldo, vennero realizzati tre di questi veicoli.
Oltre che in Italia, le Figlie della Chiesa sono presenti anche in altri paesi europei (Francia, Spagna, Portogallo, Turchia), in India e nell'America meridionale (Bolivia, Brasile, Colombia, Ecuador): la sede generalizia è a Roma.
Al 31 dicembre 2005 l'istituto contava 385 religiose in 65 case.